# Distrito de Washim
Washim (en maratí; वाशिम जिल्हा ) es un distrito de India, parte de la división de Amravati en el estado de Maharastra . 
Comprende una superficie de 5 150 km².
El centro administrativo es la ciudad de Washim.

## Demografía
Según censo 2011 contaba con una población total de 1 196 714 habitantes.